# الیار فاکس
الیار افشاری (زاده ۱۵ ژوئیه ۱۹۹۵، لندن) که با نام الیار فاکس (به انگلیسی: Elyar Fox) شهرت دارد، خواننده و ترانه‌سرای جوان انگلیسی است.

## زندگی و فعالیت‌ها
الیار در لندن و از مادر انگلیسی و پدر آذربایجانی متولد شد. وی یک برادر بزرگتر به نام ایدن دارد. در ژانویه سال۲۰۱۴ اولین تک‌آهنگ Do It All Over Again وی توانست رتبه پنجم را در جدول تک آهنگ‌های انگلیس (UK Singles Chart) بگیرد.وی در سال ۲۰۱۲ قراردادی با شرکت پالیدور رکوردز امضا کرد ولی پس از یک سال قراردادی با آرسی‌ای رکوردز امضا کرد.
بسیاری وی را با جاستین بیبر مقایسه می‌کنند ولی وی در پاسخ گفته است که سبک و کار خودش را دارد و این مقایسه به علت جوان بودن و اجرای سبک پاپ توسط آن‌ها طبیعی است.
اولین آلبوم وی مطابق برنامه‌ریزی تابستان ۲۰۱۴ میلادی منتشر خواهد شد.

## آلبوم شناسی

### آلبوم‌ها
- تی بی ای (TBA)، تابستان ۲۰۱۴

### تک‌آهنگ‌ها
- Do It All Over Again - ۲۰۱۴
- A Billion Girls - ۲۰۱۴